# Monica Harrison
Monica Harrison (* 3. September 1897 in London; † 8. Dezember 1983 in Limpsfield) war eine britische Sängerin (Mezzosopran).

## Werdegang
Monica Harrison war die zweitjüngste der vier Harrison-Schwestern, die alle als Musikerinnen bekannt wurden: May und Margaret als Geigerinnen, Beatrice als Cellistin. Sie studierte Gesang bei Victor Beigel, der auch der Lehrer von Laurence Olivier war, und debütierte 1924 als Sängerin. Gesundheitliche Probleme nach einem Unfall in ihrer Kindheit verhinderten, dass sie ihre Laufbahn als Sängerin konsequent verfolgen konnte, sie trat aber in vielen Konzerten mit ihren Schwestern auf. Harrison sprach fließend Deutsch und Französisch, war sehr belesen und gab auch hin und wieder Rezitationsabende. In ihren späteren Jahren lebte sie mit ihren Schwestern zusammen, die gleich ihr unverheiratet geblieben waren. Ein enger Freund war der Komponist Frederick Delius.